# Pla del Llop
El Pla del Llop és una plana al terme municipal de El Pont de Vilomara i Rocafort (Bages).